# Juan Carlos Pérez López
Juan Carlos Pérez López (Santander, Cantabria, 14 de febrero de 1945 - ibídem, 16 de enero de 2012), conocido deportivamente como Juan Carlos, fue un futbolista y entrenador español.

## Trayectoria
Militó en los equipos del Rayo Cantabria, Racing de Santander y Fútbol Club Barcelona.
Capitán del Barcelona en la primera campaña de Johan Cruyff en el club azulgrana, Juan Carlos Pérez fue titular indiscutible en este equipo, jugando en la demarcación de centrocampista.
Finalizó su carrera deportiva en el Racing de Santander, club en el que disputó su último encuentro y fue expulsado por primera y única vez como profesional de Primera marcando además un tanto que sirvió para que el Racing mantuviese la categoría. Ese gol valía también para que el Español de Barcelona continuara una campaña más en la máxima categoría del fútbol nacional, por lo que al cántabro le dieron la medalla de oro del club catalán.
En total jugó 12 temporadas, con un cómputo de 243 partidos (163 en Liga con el FC Barcelona), marcó 23 goles (18 en Liga con el FC Barcelona) y recibió 12 tarjetas amarillas y una roja.
Falleció el 16 de enero de 2012.

## Selección nacional
Fue internacional con la selección española de fútbol en dos ocasiones (24 de noviembre de 1973 contra Alemania Federal y 13 de febrero de 1974 contra Yugoslavia).

## Palmarés

### Campeonatos nacionales
| Título         | Equipo          | País   | Año  |
| -------------- | --------------- | ------ | ---- |
| Copa de España | F. C. Barcelona | España | 1971 |
| Liga Española  | F. C. Barcelona | España | 1974 |

### Campeonatos internacionales
| Título                      | Equipo          | País   | Año  |
| --------------------------- | --------------- | ------ | ---- |
| Copa de campeones de Ferias | F. C. Barcelona | España | 1971 |

## Reconocimientos
- Insignia de Oro del Fútbol Club Barcelona
- Insignia de Oro de la Federación Española
- Insignia de Oro del Español de Barcelona